# Жуан Аг'яр (плавець)
Жуан Аг'яр (8 вересня 1983) — ангольський плавець.
Учасник Олімпійських Ігор 2000 року, де в попередніх запливах на дистанції 50 метрів вільним стилем посів 63-тє місце і не потрапив до півфіналів.